# Ройал (Миннесота)
Ройал (англ. Royal) — тауншип в округе Линкольн, Миннесота, США. На 2010 год его население составило 189 человек.

## География
По данным Бюро переписи населения США, площадь тауншипа составляет 87,8 км², из которых 85,0 км² занимает суша, а 2,8 км² — вода (3,24 %).

## История
На встрече Совета округа в Маршфилде 23 июля 1979 года была подписана петиция об организации нового тауншипа под именем Йорк на западе округа Линкольн. 16 сентября 1879 года Совет округа переименовал тауншип в Ройал, так как в округе Филлмор уже существовал одноимённый тауншип. Согласно книге Э.Таскеру, новое название было дано в честь Лероя Ройала, одного из основателей тауншипа. Лерой Сиссон и Джордж Графф предоставили информацию, что название отражало благодарность и преданность населения тауншипа своим новым домам. 

## Население
В 2000 году в тауншипе проживало 205 человек. По данным переписи 2010 года население Ройал составляло 189 человек (из них 54,5 % мужчин и 45,5 % женщин), было 82 домашних хозяйства и 51 семья. Расовый состав: белые — 100,0 %. На территории тауншипа расположено 115 построек со средней плотностью 1,3 постройка на один квадратный километр.
Из 82 домашних хозяйств 53,7 % представляли собой совместно проживающие супружеские пары (28,0 % с детьми младше 18 лет), в 1,2 % домохозяйств женщины проживали без мужей, в 7,3 % домохозяйств мужчины проживали без жён, 37,8 % не имели семьи. В среднем домашнее хозяйство вели 2,30 человека, а средний размер семьи — 3,06 человека. В одиночестве проживали 37,8 % населения, 19,5 % составляли одинокие пожилые люди (старше 65 лет).
Население тауншипа по возрастному диапазону распределилось следующим образом: 25,9 % — жители младше 18 лет, 49,9 % — от 18 до 65 лет и 24,9 % — в возрасте 65 лет и старше. Средний возраст населения — 45,5 лет. На каждые 100 женщин приходилось 119,8 мужчин, при этом на 100 совершеннолетних женщин приходилось уже 109,0 мужчин сопоставимого возраста.
В 2014 году из 161 трудоспособного жителя старше 16 лет имели работу 100 человек. Медианный доход на семью оценивался в 52 500 $, на домашнее хозяйство — в 41 607 $. Доход на душу населения — 28 348 $.